# Lasse Becker

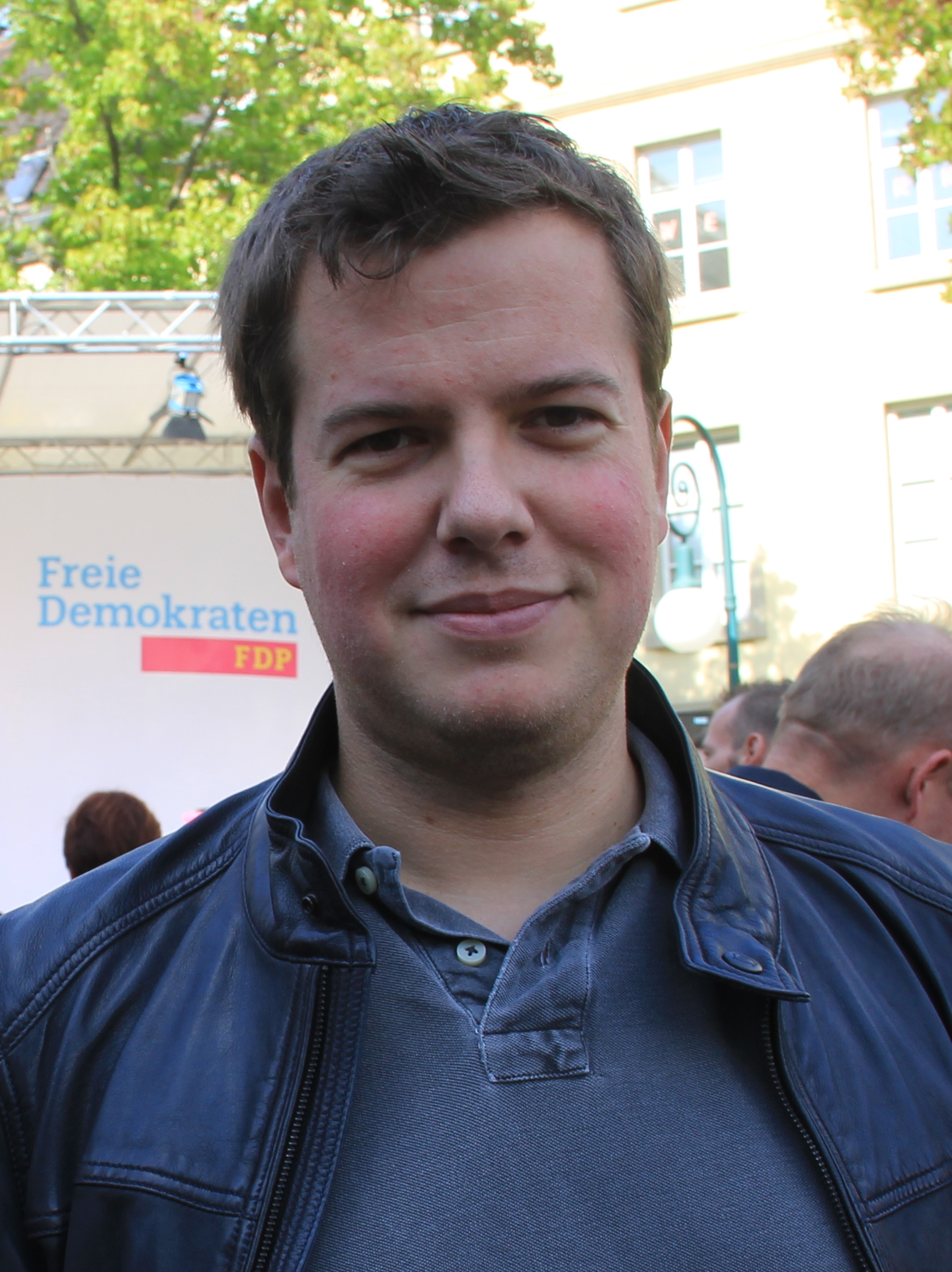
Lasse Becker (2017)

Lasse Becker (* 17. März 1983 in Kassel) ist ein deutscher Politiker (FDP) und war 2010 bis 2013 Bundesvorsitzender der Jugendorganisation Junge Liberale. Von 2011 bis 2013 war er Mitglied des FDP-Bundesvorstands und anschließend von 2014 bis 2017 stellvertretender Landesvorsitzender der FDP Hessen.

## Leben und Beruf
Becker wuchs in Schauenburg im Landkreis Kassel auf. Nach seinem Grundschulbesuch in Elgershausen wechselte er 1993 an das altsprachliche Friedrichsgymnasium (FG) nach Kassel, an dem er im Jahr 2002 sein Abitur machte.
Nach seinem Zivildienst studierte Becker von Oktober 2003 bis Februar 2009 Volkswirtschaftslehre an der Georg-August-Universität in Göttingen. Er beendete sein Studium im Frühjahr 2009 als Diplom-Volkswirt. Von 2008 bis 2011 arbeitete er an der Universität Göttingen an einem Projekt zur Vernetzung zwischen Promovierenden und Unternehmen. 2015 promovierte er mit seiner Doktorarbeit zur Wirkung föderaler Strukturen in der staatlichen Innovationsförderung.
Von 2015 bis 2022 war er bei einem mittelständisch geprägten Unternehmen der Werkzeugindustrie in Burgwald tätig, als Vice President für das Produktsegment Industrial Tools in Europa und Asien und Geschäftsführer der Tochtergesellschaft in Wunsiedel, bevor er im Frühjahr 2022 nach seiner Elternzeit in eine andere Position in der Werkzeugindustrie in Österreich und Deutschland wechselte.

## Politik
Anfang 2000 trat Becker den Jungen Liberalen in Kassel bei und gehörte diesen bis zu seinem altersbedingten Ausscheiden im Jahr 2019 an. Er engagierte sich daraufhin in diversen Positionen der Jungen Liberalen (JuLis) und der FDP Kassel-Land. 
Im Jahr 2001 konnte er als jüngster Kommunalpolitiker Hessens in den Kreistag des Landkreises Kassel nachrücken. Von 2001 bis 2006 war Becker in der FDP-Kreistagsfraktion für den Bereich Bildungswesen und Kultur und die Regionalreform zuständig. 2006 und 2011 wurde er wieder in den Kreistag gewählt. 
Becker war von 2004 bis 2009 Landesvorsitzender der hessischen Jungen Liberalen und seit dem Jahr 2005 auch gewähltes Landesvorstandsmitglied der FDP Hessen. Becker kandidierte zwar 2008 und 2009 für den Landtag, allerdings trat er freiwillig auf dem letzten Listenplatz an, da er zu diesem Zeitpunkt zuerst sein Studium beenden und nicht als Berufspolitiker arbeiten wollte.
Am 9. April 2010 wurde er auf dem Bundeskongress in Bonn zum Vorsitzenden der Jungen Liberalen gewählt und im April 2011 sowie März 2012 wiedergewählt. Er arbeitete auch am neuen Grundsatzprogramm der FDP mit, das 2013 verabschiedet wurde.
Im Oktober 2013 gab er bekannt, beim nächsten Bundeskongress als JuLis-Vorsitzender zurückzutreten. Sein Nachfolger wurde Alexander Hahn.

## Standpunkte und Kontroversen
Becker gibt selbst an, wegen der Bildungs- und Europapolitik politisch aktiv geworden zu sein. So vertritt er beispielsweise die Forderung nach einem europäischen Bundesstaat als langfristige Perspektive für die EU. Dabei betont er jedoch den Subsidiaritätsgedanken und tritt für eine Rückverlagerung von Kompetenzen auf die nationale Ebene ein, wenn die Aufgaben dort sinnvoller wahrgenommen werden können. Er ist Mitglied der Jungen Europäischen Föderalisten.
Becker pflegt programmatisch einen kontroversen Stil und bezog auch bei personellen Angelegenheiten in der FDP klar Stellung. So wurde er für seine scharf ablehnende Position gegen den Mindestlohn auf dem FDP-Bundesparteitag im Mai 2013 wahrgenommen. Auch als hessischer Landesvorsitzender hatte sich Becker entgegen der Haltung der FDP-Führung erfolgreich für die Abschaffung der Studiengebühren auf das Erststudium sowie gegen heimliche Online-Durchsuchungen eingesetzt.